# Leonard Boyarsky
Leonard Boyarsky es un diseñador de videojuegos y artista visual estadounidense. Es conocido por ser uno de los diseñadores clave de los videojuegos Fallout y Diablo III. Boyarsky se unió a Interplay Entertainment a principios de la década de los 1990 y abandonó la empresa en 1998, antes del lanzamiento de Fallout 2. Tras su salida del estudió, fundó junto a Tim Cain y Jason D. Anderson la empresa Troika Games. Boyarsky también trabajó en Arcanum: Of Steamworks and Magick Obscura, Vampire: The Masquerade – Bloodlines y The Outer Worlds.

## Primeros años

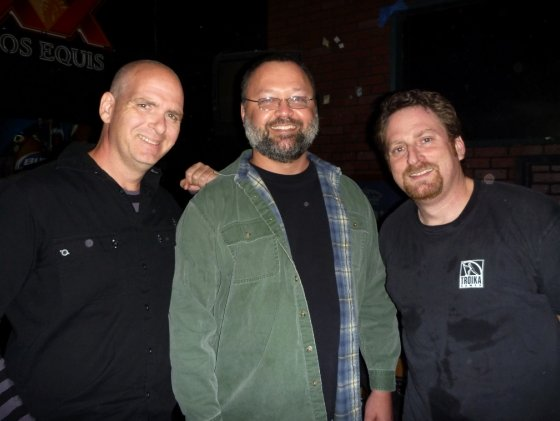
Jason Anderson, Tim Cain y Leonard Boyarsky, en su etapa en Interplay Entertainment.

Leonard Boyarsky obtuvo una licenciatura en Ilustración en la Cal State Fullerton y otra en Bellas Artes en el Art Center College of Design. En 1992 trabajó como artista independiente para Interplay Entertainment y Maxis. El diseñador recuerda haber estado fascinado en su niñez con los juegos de rol como Dungeons & Dragons, pero nunca encontró un buen grupo con quien realizar campañas. Las primeras experiencias de Boyarsky fueron con Tim Cain en Interplay, donde jugaban en sus ratos libres. En palabras de Boyarsky, el hecho de haber terminado siendo diseñador de videojuego «fue por accidente». El diseñador ha citado a los videojuegos de rol Wizardry y Lands of Lore: The Throne of Chaos como sus títulos favoritos, y declaró que le gustaban más los cómics cuando ingresó por primera vez a la industria.

## Carrera

### Interplay Entertainment (1992-1998)
Boyarsky se unió a Interplay Entertainment como el empleado número 88. Después de realizar varios trabajos independientes para la empresa, como Rags to Riches: The Financial Market Simulation y Castles II: Siege and Conquest, lo contrataron como director de arte, artista principal, diseñador y escritor. Su primer trabajo como artista principal fue en Stonekeep de 1995. En este proyecto estuvo a cargo de la conceptualización e implementación de sprites 2D y 3D. Mientras estaba en Interplay, Boyarsky conoció a Tim Cain y Jason D. Anderson, los futuros cofundadores de Troika Games. Los tres se reunían después de las horas de trabajo para jugar Dungeons & Dragons y GURPS. Cain finalmente le envió un correo electrónico a sus colegas proponiendo que se reunieran después de las horas de trabajo, y así hablar sobre desarrollar un videojuego basado en un motor que él había estado creando. Las cinco personas que se presentaron, incluidos Boyarsky y Anderson, se convirtieron en el equipo central que trabajó en Fallout.
Fallout fue el primer proyecto de Boyarsky donde se desempeñó como diseñador. El mencionó al respecto: "Tuve la suerte de que los demás escucharan a alguien como yo, que no tenía absolutamente ninguna experiencia en diseño, hablando sobre lo que quería del mismo." Boyarsky recuerda haber sugerido el escenario postapocalíptico, ya que él y Anderson eran grandes fanáticos de Mad Max 2. También se mostró firme en hacer un juego que no fuese de fantasía, debido a que la gran cantidad de videojuegos de rol en el mercado eran de ese tipo.  Aunque estableció el reconocible estilo retrofuturista de la década de 1950 de la saga, en un principio en la empresa cuestionaron las ideas del diseñador. En la empresa creyeron que estaba loco, pero nadie le impidió poder llevar a cabo lo que tenía en mente porque Interpley les había dado libertad para hacer lo que quisieran. Fallout fue un punto de inflexión para Boyarsky, donde además de encargarse de ser el director de arte, escribió y editó diálogos, además de crear quests. Botarsky recuerda que en ese momento se convirtió en diseñador de videojuegos. Antes de dejar Interplay para formar Troika Games con Cain y Anderson, en 1998 diseñó las mejoras generales de Fallout 2, el arco de su historia principal, las misiones, las áreas y los personajes. Aun así, gran parte de esto fue cambiado. 

### Troika Games (1998-2005)
La situación de Boyarsky en Interplay Entertainment cambió luego de terminar Fallout, y empezó a considerar junto a Cain y Anderson el crear su propia empresa. Boyarsky nunca tuvo la intención de crear una, y en sus palabras, quería quedarse en Interplay «por siempre». El diseñador recordó sobre sus últimos días en la compañía:

«El ambiente y la cultura en Interplay fueron fenomenales. Era un lugar de trabajo muy creativo e inspirador; quiero decir, nos permitieron hacer básicamente lo que quisiéramos con Fallout. Teníamos una libertad creativa casi completa en ese juego. Sin embargo, después de que se lanzó, se sintió como si la era de «quedarnos solos en un rincón para hacer lo que quisiéramos» había llegado a su fin. Supongo que les gustó demasiado lo que habíamos hecho con Fallout como para dejarnos correr salvajemente. No me malinterpreten: el ambiente en Interplay seguía siendo excelente, pero parecía que teníamos que seguir adelante. Otro factor importante en nuestra partida fue que sentimos que Interplay pronto enfrentaría tiempos difíciles, debido a ciertas decisiones que se estaban tomando. No queríamos esperar a que implosionara, así que nos fuimos».

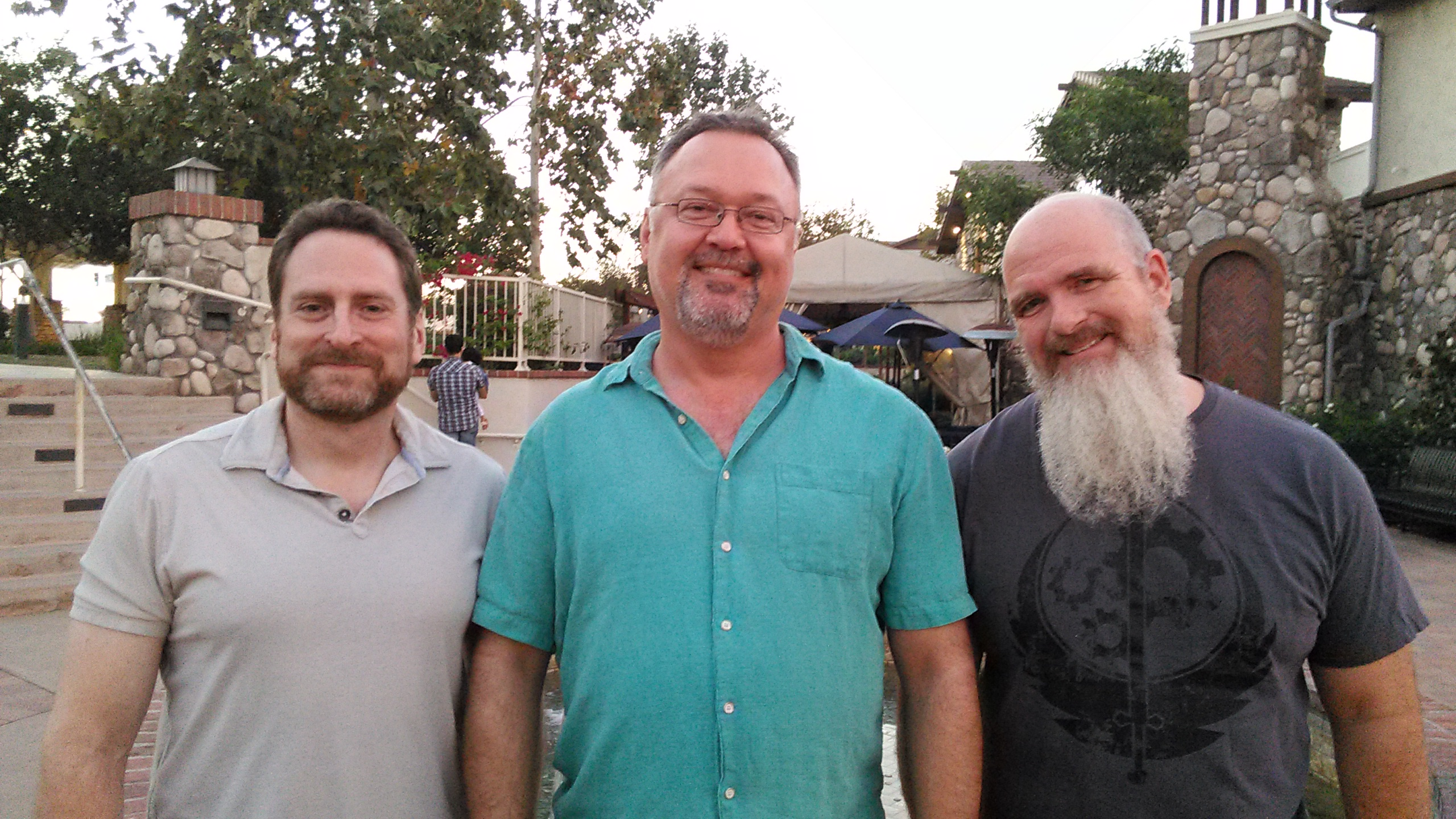
Los fundadores de Troika Games.

Boyarsky tuvo diferentes roles en Troika Games, ya que se desempeñó como líder de proyectos, director de arte, diseñador-escritor y CEO. En su primer proyecto, Arcanum: Of Steamworks and Magick Obscura, que se lanzó en 2001, ocupó puestos similares a los que tuvo en Fallout, ocupándose de la dirección de arte, la escritura, edición de diálogos y el diseño de misiones de la historia. Su estilo visual surgió de la idea de «llevar la revoluciona industrial a la edad media». De esta manera, inspiró el look steampunk. También fue el líder del proyecto y director artístico del último juego lanzado por Troika a finales de 2004, Vampire: The Masquerade – Bloodlines. La empresa ya había lanzado dos juegos isométricos, y para Boyarsky era «cuando surgió la oportunidad de trabajar con el motor Source de Valve, pareció un buen momento para probar algo diferente». A pesar de tener varios roles en el desarrollo, las necesidad de liderar y manejar la empresa interfirieron en el trabajo día a día en el videojuego. 
Posteriormente trabajó en un CRPG postapocalíptico que nunca se lanzó debido a problemas financieros. Según el CEO, nunca llegaron lejos ya que en las llamadas que tuvo con editores, estos no mostraron ningún interés. El comento que: «Estoy seguro de que hubo muchas razones para la falta de interés, una de las cuales fue que ninguno de nuestros juegos había sido realmente un éxito». Aunque quisieron revisitar el género, Boyarsky comentó que nunca hablaron en que podrían llegar a hacer si tenían la oportunidad de hacer otro Fallout. Aun así, en una entrevista en 2004 lo definió como un sucesor espiritual del título. El videojuego solo llegó a concebirse como una demo de un motor gráfico, la cual se hizo pública más tarde luego del cierre de la empresa. Cuando Troika cerró en febrero de 2005, se tomó un año libre debido al síndrome de agotamiento. Boyarsky le atribuyó el fracaso de la compañía a que nadie «quería ocuparse de los negocios», solo querían «hacer juegos». A pesar de esto, en los últimos días de Troika, el CEO intentó contactar con todo tipo de editores para hacer cualquier tipo de juego para mantener a flote la compañía, pero en sus palabras, «no tuvo éxito».

### Blizzard Entertainment (2006-2016)

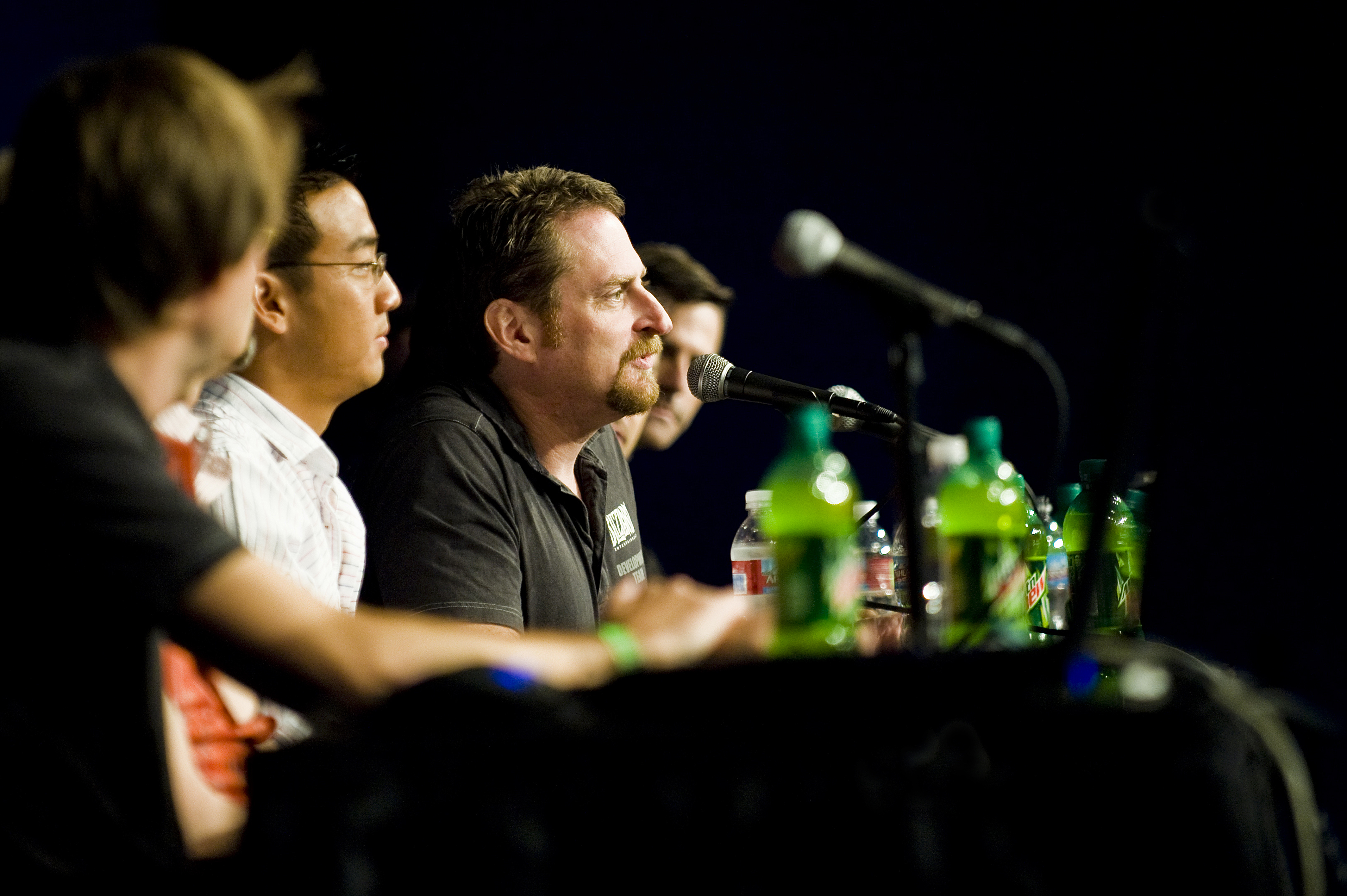
Boyarsky en el panel de la BlizzCon.

Luego de troika, Boyarsky le envió su cv a Blizzard, y la empresa lo llamó para hablar en trabajar en Diablo. Boyarsky trabajó en Blizzard Entertainment como el principal diseñador del mundo de Diablo III y su posterior expansión Diablo III: Reaper of Souls. Su papel incluyó desarrollar el lore, diálogo y las misiones del juego. Boyarsky encontró importante desarrollar los elementos de la historia de la saga y transmitir sus complejidades de una manera más convincente. Este énfasis marcó un cambio para Blizzard, que anteriormente se había centrado menos en desarrollar los elementos de la historia de la franquicia. Este cambio se ejemplificó en la BlizzCon de 2011, donde Chris Metzen presidió el primer panel de lore, con Boyarsky como presentador principal. Posteriormente, Boyarsky continuó haciendo varias apariciones públicas y se convirtió en una especie de portavoz de los aspectos del lore y la historia de Diablo III. Boyarsky era conocido cariñosamente como 'LeBo' en la comunidad de aficionados de Diablo. En Diablo III se puede encontrar como homenaje una gema legendaria llamada 'Boyarsky's Chip'. Además, la descripción del artículo contiene una referencia a Fallout .

### Obsidian Entertainment (2016-presente)
En abril de 2016 Boyarsky se unió a Obsidian Entertainment. Poco después, el presidente de la empresa, Feargus Urquhart, confirmó que Boyarsky y Tim Cain estaban trabajando juntos en un nuevo título. Urquhart también declaró que el dúo no estaba trabajando en proyectos en desarrollo como Tyranny, Pillars of Eternity o Armored Warfare. Finalmente, durante los The Game Awards de 2018, Obsidian anunció que el juego en el que Boyarsky y Cain habían estado trabajando era The Outer Worlds, un RPG de acción y ciencia ficción en primera persona que tiene lugar en un exoplaneta terraformado. Este se lanzó para Microsoft Windows, PlayStation 4 y Xbox One el 25 de octubre de 2019. Boyarsky lo describió como su "juego soñado". En el título, el diseñador se desempeñó como director, y también estuvo a cargo de la historia, la escritura, la creación del mundo y el arte. Las fuentes de inspiración que tomaron Boyarsky y Cain para el videojuego fueron Firefly, Fallout y Futurama. Además, se vieron influenciados por Deadwood, True Grit y otros trabajos de los hermanos Coen y Wes Anderson.

## Juegos
| Título                                    | Año  | Rol(es)                                                        |
| ----------------------------------------- | ---- | -------------------------------------------------------------- |
| Castles II: Siege and Conquest            | 1992 | Artista                                                        |
| Unnatural Selection                       | 1993 | Artista asistente                                              |
| Stonekeep                                 | 1995 | Artista principal                                              |
| Fallout                                   | 1997 | Director de arte, diseño del juego.                            |
| Fallout 2                                 | 1998 | Arco de la historia principal, misiones, áreas, personajes     |
| Arcanum: Of Steamworks and Magick Obscura | 2001 | CEO, líder de proyecto, director de arte, diseñador y escritor |
| Vampire: The Masquerade – Bloodlines      | 2004 | CEO, líder de proyecto, director de arte, diseñador y escritor |
| Diablo III                                | 2012 | Diseñador del mundo                                            |
| Diablo III: Reaper of Souls               | 2014 | Diseñador del mundo                                            |
| The Outer Worlds                          | 2019 | Director del juego (junto a Tim Cain)                          |